# جيمي وايت (سياسي)
جيمي وايت (بالإنجليزية: Jamie Whyte) هو فيلسوف وسياسي نيوزلندي، ولد في 1950. حزبياً، نشط في حزب آكت نيوزيلندا.